# Saint-Marin au Concours Eurovision de la chanson 2013
Saint-Marin a participé à la seconde demi-finale du Concours Eurovision de la chanson 2013 qui s'est tenu à Malmö en Suède le 16 mai 2013.

## Sélection de la représentante de Saint-Marin en 2013
Valentina Monetta est annoncée comme encore une fois représentante de Saint-Marin le 30 janvier 2013, elle était également la représentante de son pays en 2012 lors du Concours Eurovision de la chanson 2012 qui se tenait à Bakou en Azerbaïdjan.
La chanteuse est désignée en interne, et la chanson est présentée par le diffuseur national San Marino RTV le 15 mars 2013.
Le compositeur de la chanson, Ralph Siegel, avait également écrit la chanson saint-marinaise pour le Concours Eurovision de la chanson 2012.

## Scénographie
La chanson se déroule sur un enchaînement de deux danseuses placées derrière Valentina Monetta, les deux couleurs prédominantes le long de la chanson sont le rouge et le noir qui sont également les couleurs portées par la chanteuse.

## Lors de l'Eurovision
Saint-Marin a participé à la seconde demi-finale. La chanson termine avec 47 points et se classe à la 11e place, elle ne parvient pas à se qualifier pour la finale.